# Nishi Teiichi
Nishi Teiichi (jap. 西 貞一; * 31. August 1907 in Kyōto; † 3. Februar 2001) war ein japanischer Sprinter.
Bei den Olympischen Spielen 1932 in Los Angeles wurde er Fünfter in der 4-mal-400-Meter-Staffel. Über 200 m erreichte er das Viertelfinale.
1929, 1931 und 1933 wurde er Japanischer Meister über 400 m.

## Persönliche Bestzeiten
- 200 m: 21,2 s, 1933
- 400 m: 49,2 s, 1933